# Stercomata
Stercomata são pelotas de resíduos acumulados em algumas espécies de foraminíferos e testacea. Os pellets consistem em grande parte de minerais de argila e acredita-se que sejam derivados de sedimentos ingeridos, indicando que os foraminíferos portadores de stercomata são filtradores, embora seja possível que eles possam capturar partículas suspensas. Em certas espécies, os estercomas estão envolvidos em formações de protoplasma em forma de folha.